# One and a Half
One and a Half è un EP della rock band statunitense Train che è stato pubblicazione in un numero molto limitato di copie nel 1999. È stato registrato e pubblicato tra gli album Train e Drops of Jupiter.
L'EP includeva alcune nuove tracce mai pubblicate prima come Counting on You, Sweet Rain, The Highway, una versione acustica del singolo Meet Virginia tratto dall'album di debutto del 1998, e una cover acustica di Ramble On dei Led Zeppelin.

## Tracce
Testi e musiche di Patrick Monahan, Rob Hotchkiss, Jimmy Stafford, Scott Underwood e Charlie Colin, tranne dove diversamente indicato. Fotografia di Jeff Verne / Philadelphia.
1. Counting on You – 3:56 (Pat Monahan / Rob Hotchkiss)
2. Hopeless – 4:32
3. Ramble On – 5:01 (Jimmy Page / Robert Plant) – acustica
4. Sweet Rain – 5:18
5. The Highway – 4:28
6. Meet Virginia – 4:02 (Pat Monahan / Rob Hotchkiss / Jimmy Stafford) – acustica